# Grand Prix Monaka 2010
Grand Prix Monaka 2010 (69e Grand Prix Automobile de Monaco), 6. závod 61. ročníku mistrovství světa jezdců Formule 1 a 52. ročníku poháru konstruktérů, historicky již 826. grand prix, se již tradičně odehrála na okruhu v Monte Carla.

## Výsledky

### Kvalifikace
| Pořadí | Číslo | Jezdec             | Tým                  | 1. část  | 2. část  | 3. část  | Start |
| ------ | ----- | ------------------ | -------------------- | -------- | -------- | -------- | ----- |
| 1      | 6     | Mark Webber        | Red Bull-Renault     | 1:15.035 | 1:14.462 | 1:13.826 | 1     |
| 2      | 11    | Robert Kubica      | Renault              | 1:15.045 | 1:14.549 | 1:14.120 | 2     |
| 3      | 5     | Sebastian Vettel   | Red Bull-Renault     | 1:15.110 | 1:14.568 | 1:14.227 | 3     |
| 4      | 7     | Felipe Massa       | Ferrari              | 1:14.757 | 1:14.405 | 1:14.283 | 4     |
| 5      | 2     | Lewis Hamilton     | McLaren-Mercedes     | 1:15.676 | 1:14.527 | 1:14.432 | 5     |
| 6      | 4     | Nico Rosberg       | Mercedes             | 1:15.188 | 1:14.375 | 1:14.544 | 6     |
| 7      | 3     | Michael Schumacher | Mercedes             | 1:15.649 | 1:14.691 | 1:14.590 | 7     |
| 8      | 1     | Jenson Button      | McLaren-Mercedes     | 1:15.623 | 1:15.150 | 1:14.637 | 8     |
| 9      | 9     | Rubens Barrichello | Williams-Cosworth    | 1:15.590 | 1:15.083 | 1:14.901 | 9     |
| 10     | 15    | Vitantonio Liuzzi  | Force India-Mercedes | 1:15.397 | 1:15.061 | 1:15.170 | 10    |
| 11     | 10    | Nico Hülkenberg    | Williams-Cosworth    | 1:16.030 | 1:15.317 |          | 11    |
| 12     | 14    | Adrian Sutil       | Force India-Mercedes | 1:15.445 | 1:15.318 |          | 12    |
| 13     | 16    | Sébastien Buemi    | Toro Rosso-Ferrari   | 1:15.961 | 1:15.413 |          | 13    |
| 14     | 12    | Vitalij Petrov     | Renault              | 1:15.482 | 1:15.576 |          | 14    |
| 15     | 22    | Pedro de la Rosa   | BMW Sauber-Ferrari   | 1:15.908 | 1:15.692 |          | 15    |
| 16     | 23    | Kamui Kobajaši     | BMW Sauber-Ferrari   | 1:16.175 | 1:15.992 |          | 16    |
| 17     | 17    | Jaime Alguersuari  | Toro Rosso-Ferrari   | 1:16.021 | 1:16.176 |          | 17    |
| 18     | 19    | Heikki Kovalainen  | Lotus-Cosworth       | 1:17.094 |          |          | 18    |
| 19     | 18    | Jarno Trulli       | Lotus-Cosworth       | 1:17.134 |          |          | 19    |
| 20     | 24    | Timo Glock         | Virgin-Cosworth      | 1:17.377 |          |          | 20    |
| 21     | 25    | Lucas di Grassi    | Virgin-Cosworth      | 1:17.864 |          |          | 21    |
| 22     | 21    | Bruno Senna        | HRT-Cosworth         | 1:18.509 |          |          | 22    |
| 23     | 20    | Karun Chandhok     | HRT-Cosworth         | 1:19.559 |          |          | 23    |
| 24     | 8     | Fernando Alonso    | Ferrari              | bez času |          |          | 24    |

### Závod
| Pořadí | Číslo | Jezdec             | Tým                  | Kola | Čas/odstoupení       | Start | Body |
| ------ | ----- | ------------------ | -------------------- | ---- | -------------------- | ----- | ---- |
| 1      | 6     | Mark Webber        | Red Bull-Renault     | 78   | 1:50:13.355          | 1     | 25   |
| 2      | 5     | Sebastian Vettel   | Red Bull-Renault     | 78   | +0.448               | 3     | 18   |
| 3      | 11    | Robert Kubica      | Renault              | 78   | +1.675               | 2     | 15   |
| 4      | 7     | Felipe Massa       | Ferrari              | 78   | +2.666               | 4     | 12   |
| 5      | 2     | Lewis Hamilton     | McLaren-Mercedes     | 78   | +4.363               | 5     | 10   |
| 6      | 8     | Fernando Alonso    | Ferrari              | 78   | +6.341               | 24    | 8    |
| 7      | 4     | Nico Rosberg       | Mercedes             | 78   | +6.651               | 6     | 6    |
| 8      | 14    | Adrian Sutil       | Force India-Mercedes | 78   | +6.970               | 12    | 4    |
| 9      | 15    | Vitantonio Liuzzi  | Force India-Mercedes | 78   | +7.305               | 10    | 2    |
| 10     | 16    | Sébastien Buemi    | Toro Rosso-Ferrari   | 78   | +8.199               | 13    | 1    |
| 11     | 17    | Jaime Alguersuari  | Toro Rosso-Ferrari   | 78   | +9.135               | 17    |      |
| 12     | 3     | Michael Schumacher | Mercedes             | 78   | +25.712              | 7     |      |
| 13     | 12    | Vitalij Petrov     | Renault              | 73   | Brzdy                | 14    |      |
| 14     | 20    | Karun Chandhok     | HRT-Cosworth         | 70   | Kolize               | 23    |      |
| 15     | 18    | Jarno Trulli       | Lotus-Cosworth       | 70   | Kolize               | 19    |      |
| Ret    | 19    | Heikki Kovalainen  | Lotus-Cosworth       | 58   | Řízení               | 18    |      |
| Ret    | 21    | Bruno Senna        | HRT-Cosworth         | 58   | Hydraulika           | 22    |      |
| Ret    | 9     | Rubens Barrichello | Williams-Cosworth    | 30   | Nehoda               | 9     |      |
| Ret    | 23    | Kamui Kobajaši     | BMW Sauber-Ferrari   | 26   | Převodovka           | 16    |      |
| Ret    | 25    | Lucas di Grassi    | Virgin-Cosworth      | 25   | Řízení               | 21    |      |
| Ret    | 24    | Timo Glock         | Virgin-Cosworth      | 22   | Spojovací tyč řízení | 20    |      |
| Ret    | 22    | Pedro de la Rosa   | BMW Sauber-Ferrari   | 21   | Hydraulika           | 15    |      |
| Ret    | 1     | Jenson Button      | McLaren-Mercedes     | 2    | Přehřívání           | 8     |      |
| Ret    | 10    | Nico Hülkenberg    | Williams-Cosworth    | 0    | Nehoda               | 11    |      |

## Průběžné pořadí šampionátu
Pořadí Poháru jezdců
| Pořadí | Jezdec           | Body |
| ------ | ---------------- | ---- |
| 1      | Mark Webber      | 78   |
| 2      | Sebastian Vettel | 78   |
| 3      | Fernando Alonso  | 75   |
| 4      | Jenson Button    | 70   |
| 5      | Felipe Massa     | 61   |

Pořadí Poháru konstruktérů
| Pořadí | Tým              | Body |
| ------ | ---------------- | ---- |
| 1      | Red Bull-Renault | 156  |
| 2      | Ferrari          | 136  |
| 3      | McLaren-Mercedes | 129  |
| 4      | Mercedes         | 78   |
| 5      | Renault          | 65   |